# Galicea Mare - Băilești
Galicea Mare - Băilești este o arie protejată (arie de protecție specială avifaunistică — SPA) din România întinsă pe o suprafață de 6.163,3 ha, integral pe uscat.

## Localizare
Situl se întinde pe teritoriile administrative ale comunelor Afumați și Galicea Mare; și pe cel al orașului Băilești din județul Dolj. Centrul sitului Galicea Mare - Băilești este situat la coordonatele 44°02′30″N 23°19′32″E / 44.041556°N 23.325472°E.

## Înființare
Situl Galicea Mare - Băilești a fost declarat arie de protecție specială avifaunistică (ROSPA0154) în septembrie 2016 pentru a proteja 8 specii de animale.

## Biodiversitate
Situată în ecoregiunea continentală, aria protejată nu include niciun habitat protejat.
La baza desemnării sitului se află 7 specii de păsări protejate la nivel european; astfel: pescăruș albastru (Alcedo atthis), fâsă de câmp (Anthus campestris), erete vânăt (Circus cyaneus), dumbrăveancă (Coracias garrulus), ciocănitoare de grădină (Dendrocopos syriacus), presură de grădină (Emberiza hortulana), vânturel de seară (Falco vespertinus) și sfrânciocul cu frunte neagră (Lanius minor).